# Companhia do Caminho de Ferro de Guimarães
La Companhia do Caminho de Ferro de Guimarães era un'impresa portoghese che costruì e gestì la tratta Trofa- Fafe della ferrovia di Guimarães. Il 14 gennaio 1927 si fuse con la Companhia do Caminho de Ferro do Porto à Póvoa e Famalicão formando la Companhia dos Caminhos de Ferro do Norte de Portugal.

## Storia

### Prodromi

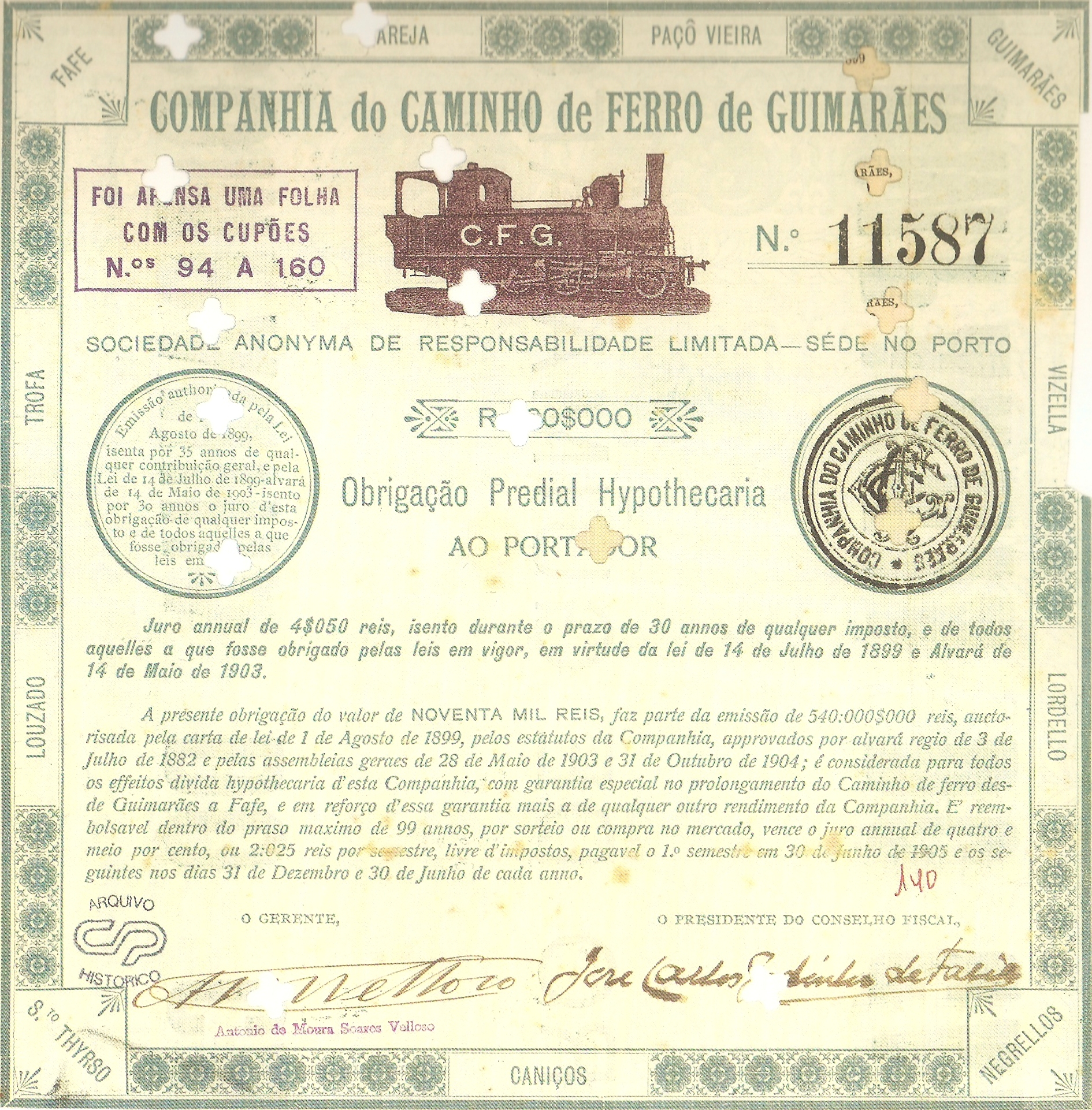
Titolo obbligazionario della Companhia do Caminho de Ferro de Guimarães

La nascita della compagnia è legata alla consuetudine del periodo in cui le ferrovie del centro e del Sud del Portogallo venivano realizzate in concessione ad imprese private. Il sistema tuttavia fu causa di molte disfunzioni perché non obbediva ad una pianificazione territoriale volta alla creazione di una rete organica di trasporto su ferro. L'11 luglio 1871 un imprenditore, Simão Gattai, ottenne la concessione per una ferrovia a trazione ippica, con il binario in sede promiscua, tra Porto e Braga, passando per Santo Tirso e Guimarães. Il 28 dicembre 1872 vennero mutate le condizioni concesse: lo scartamento doveva essere metrico e la linea limitata tra Bougado e Trofa con una diramazione su Vizela e Fafe. Il 17 ottobre 1874 la concessione fu ceduta ad una società britannica e il 18 febbraio 1875 riproposto lo scartamento largo con tracciato ridotto al percorso tra Bougado e Guimarães. La serie di intoppi portò al rallentamento dei lavori limitati ad appena 6 km; nel gennaio del 1879 la Minho District Railway Company Limited andò in fallimento.

### Costruzione della "Linha de Guimarães"

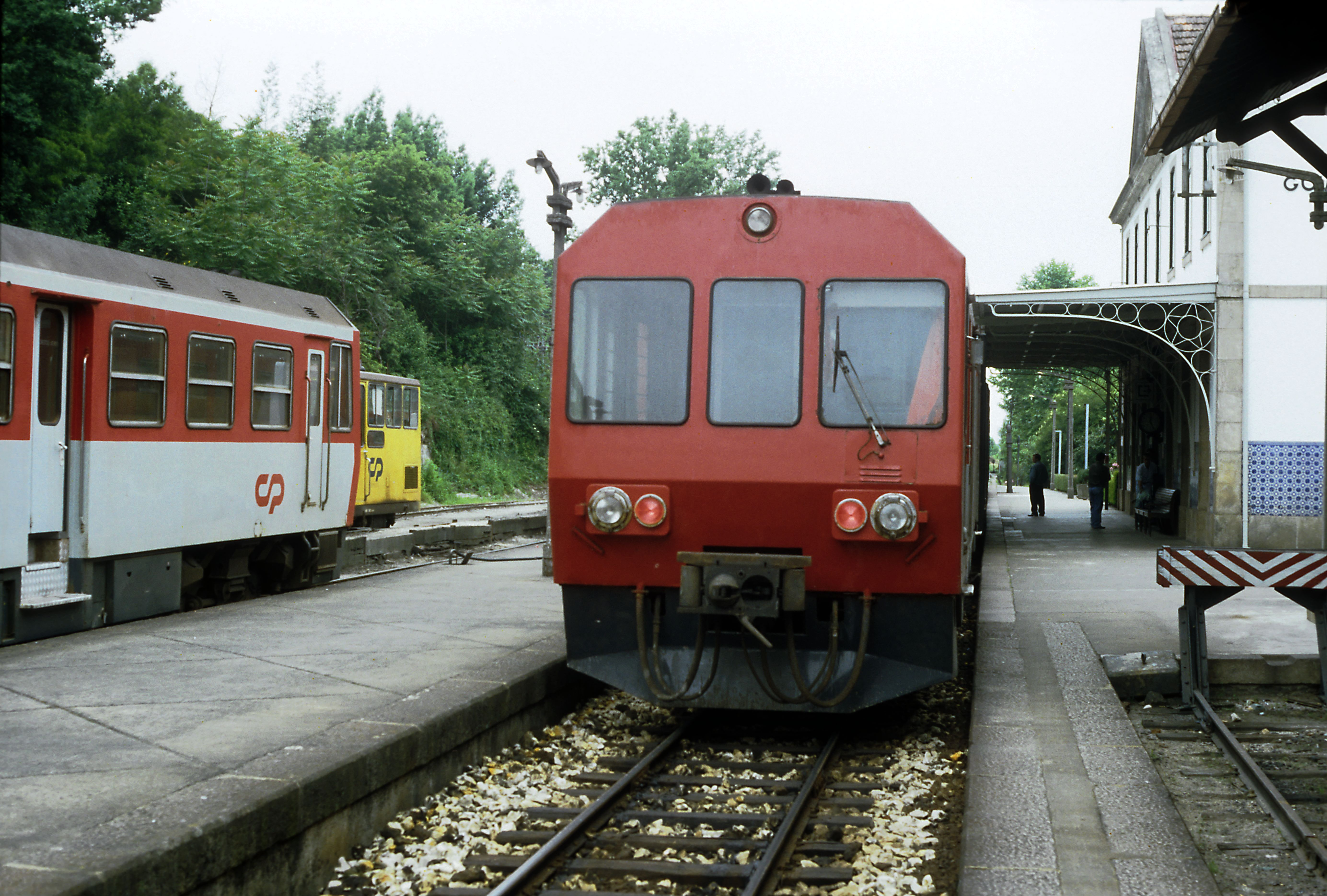
La stazione di Guimarães (originaria)

Il 16 aprile 1879 il contratto con la ditta britannica fu annullato e, nello stesso giorno, riassegnato ad una nuova impresa rappresentata da Antonio de Moura Soares Velloso e dal visconte di Ermida.
Il 5 agosto 1880 la nuova impresa chiese di poter realizzare la ferrovia a scartamento metrico anziché largo. I lavori iniziarono dal lato di Trofa e proseguirono su Vizela; furono consegnati al traffico il 31 dicembre 1883. La prosecuzione fino a Guimarães fu conclusa il 14 aprile 1884.

### Estensione della ferrovia fino a Fafe
Sul finire del XIX secolo la Companhia ritenne di poter investire parte degli utili conseguiti per un nuovo progetto e il 12 luglio 1897 inoltrò richiesta di poter costruire ed esercire il prolungamento della propria ferrovia fino a Fafe.
Il progetto venne accolto il 2 luglio 1898 ma nel frattempo la società ne aveva cambiato alcune parti per cui la concessione del 14 luglio venne rilasciata in forma provvisoria. Il 1 agosto 1899 la concessione fu resa definitiva. Il 2 maggio 1900 la società, facendo riferimento alla legge del 14 luglio 1899, chiese di poter accedere alle agevolazioni previste per cui chiese che il tratto di linea venisse inserito nel "Plano da Rede Complementar ao Norte do Mondego". Il 23 giugno 1900 fu stilato un nuovo contratto che entrò in vigore il 22 novembre 1901. Per il finanziamento della costruzione fino a Fafe la società emise nuove obbligazioni, acquistò inoltre nuovo materiale rotabile. Il 21 luglio del 1907 la tratta ferroviaria venne inaugurata.

### Collegamento con Senhora da Hora e fusione con la Companhia da Póvoa
Dopo una serie di tentativi e progetti andati a vuoto, il 20 febbraio 1920, la Junta Consultiva de Caminhos de Ferro emise parere positivo sia sulla costruzione di alcune connessioni, includendo la Mindelo-Lousado, che sulla progettata fusione delle concessionarie. Il 5 luglio 1926 la Companhia della Póvoa e la Companhia de Guimarães chiesero l'autorizzazione a costruire la diramata Trofa-Senhora da Hora che avrebbe connesso le due ferrovie. La fusione si concretizzò il 14 gennaio 1927 con la pubblicazione dei nuovi statuti sociali e fu ufficializzata il 25 dello stesso mese dando vita alla nuova società denominata Companhia dos Caminhos de Ferro do Norte de Portugal.
La connessione Trofa-Senhora da Hora fu aperta all'esercizio il 14 marzo 1932 come diramata della linea di Guimarães.
La sede della società era in Rua de Cedofeita, a Porto; aveva uffici periferici nelle stazioni di Guimarães, Vizela, Lordelo, Vila das Aves-Negrelos, Caniços, Santo Tirso, Lousado, e Trofa.
Nel dicembre 1901 l'amministratore della società era António de Moura Soares Velloso.